# 毛里求斯
毛里求斯共和國位於馬達加斯加共和國以東800公里，為印度洋上的群島國家，以本島——模里西斯島以及阿加萊加群島、罗德里格岛及圣布兰登群岛組成。全國面積2,040平方公里。海岸線177公里，領海范围12海里，专属经济区范围200海里。
人口由印度裔、法非混血種（克利奧人）、華裔、歐洲人等組成。毛里求斯的主要语言是毛里求斯克里奥尔语、法语和英语。此外，亚洲语言也在亚裔人群中通行。

## 歷史
模里西斯島係於10世紀時由阿拉伯人發現。16世紀初，葡萄牙人曾登陸該島。1598年荷蘭人占領該島，並以當時荷蘭君主拿騷的毛里茨（Maurits van Nassau）之名命名。1715年法國占領該島後開始移民，並另名為法國之島。英國於1810年拿破崙戰爭中占領該島，法國嗣於1814年維也納條約中正式將此地讓予英國，惟於約文第八條約定島上居民得保有其原有之法律、風俗習慣與宗教，因此模里西斯至今仍保留法語及法國習俗。英國統治後，大批印度勞工到此从事耕种及建筑等工作；穆斯林及華人亦來此經商，族群融合形成現今模里西斯人口結構。模里西斯於1968年3月12日宣布獨立，為英聯邦之一員，尊英國國王為國家元首，總督代表行使權力，後於1992年3月12日改為共和制，實行議會民主制度，總統為虛位元首，總統及副總統由國民議會間接選舉產生，任期5年（連選得連任一次），總理掌握行政實權。

### 荷兰统治时期
1598年，荷兰海军上将韦麻郎（Wybrand Van Warwyck）在今天的大港地区登陆，并把这个岛命名为毛里求斯（Mauritius），以纪念当时的荷兰统治者、沉默者威廉之子、奥兰治亲王拿骚的毛里茨。但直到1638年荷兰人才开始了他们在毛里求斯的殖民，这次殖民只持续了20年。之后荷兰人又进行了数次殖民，但收益甚微。1710年，荷兰人放弃了毛里求斯，但他们为毛里求斯引进了甘蔗、家畜以及鹿。值得一提的是，航海家阿贝尔·塔斯曼正是从毛里求斯起航发现了西澳大利亚。

### 法国统治时期

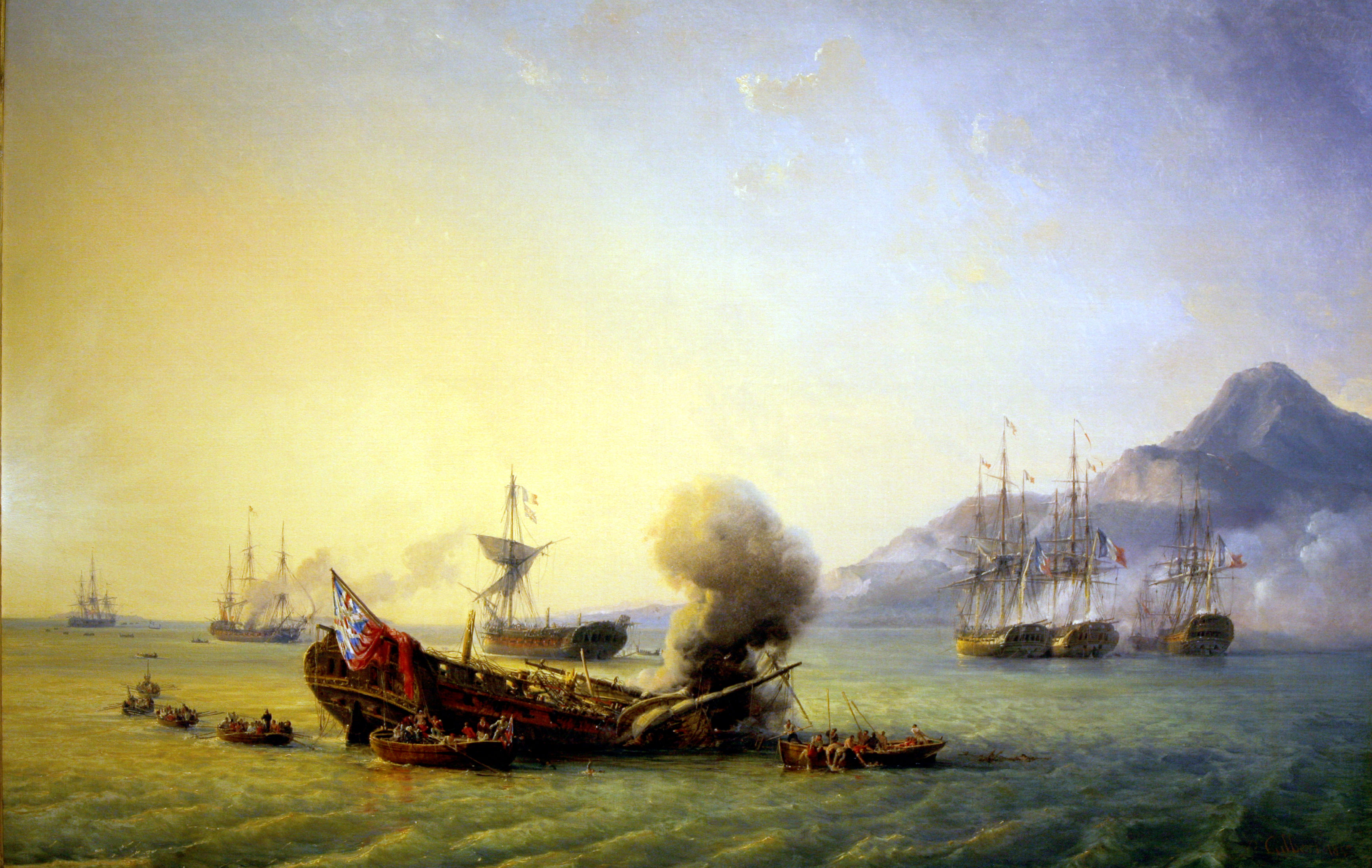
1810年8月20日-27日，大港战役

法国在1715年占领了毛里求斯，并改名为法兰西岛（Île de France），此前法国已经占领了邻近的留尼汪岛。此后直到1767年，法兰西岛一直属于法国东印度公司管理。1735年，新到任的总督贝特朗-弗朗索瓦·马埃·德·拉布尔多內开始在法兰西岛发展蔗糖种植业，并把路易港发展成为了航海业和造船业的中心。此外，许多现存的毛里求斯建筑也是在在拉布尔多內任内建造的。
从1767年开始到1810年间，除了法国大革命期间——这期间法兰西岛的殖民者建立了一个事实上的独立政权——法兰西岛的行政官员都由法国政府委派。1803年到1810年，法兰西岛和留尼汪岛的总督是查尔斯·马修·伊西多尔·德加——大革命期间的著名将军和拿破仑的对手。他曾以“战争俘虏”的名义逮捕了著名的英国的探险家兼地图绘制者马修·福林达斯，虽然拿破仑下令释放英国人，但为了对抗拿破仑，德加不惜将福林达斯长期拘押。在拿破仑战争期间，法兰西岛成为了法国海盗袭击英国商船的基地，此类袭击直到1810年海军准将乔希亚斯·罗莱率领皇家海军攻占法兰西岛后才告终结。在英法毛里求斯战争期间，法军只赢得了大港战役的胜利，最终在被英军围困在马勒勒角（Cap Malheureux，直译为“厄运角”）三个月后宣布投降。正式的投降时间是1810年的12月3日，投降的条件是英国人允许当地殖民者保留其土地和财产、继续使用法语并在民事和刑事审判中使用法国法律。英国接管该岛后，将其名字恢复为毛里求斯岛。

### 英国统治时期
英国首任毛里求斯总督是罗伯特·法夸尔，他为毛里求斯带来了经济模式的变更和社会变革。1835年，奴隶制在毛里求斯被废除。种植园主们接受了两百万英镑作为对解放奴隶的补偿——这些奴隶是法国统治期间从非洲大陆和马达加斯加贩运来的。废除奴隶制对当地社会经济和人口变革有着重要的影响，种植园主们转向印度及亚洲其他地区引入劳工。1834年至1921年间，大约50万劳工来到毛里求斯从事甘蔗种植业、制造业、运输业以及建筑业。此外，英国人还带来了8740名印度裔士兵。
印度裔劳工主要来自加尔各答、马德拉斯以及孟买，1721年的首批劳工则来自孟加拉和本地治里，大部分是孟加拉人和泰米尔人。大量的印度教徒则来自现在印度的比哈尔邦和北方邦。经商的华人此后也来到了毛里求斯，時至今日，毛里裘斯仍有三万多清朝移民的后裔，他們多是祖籍广东梅县，至今还习惯称首都路易港为“波累”。
随着印度裔人口的不断增长，毛里求斯的政治权利和经济权利开始从法裔毛里求斯人和毛里求斯克里奥尔人手里转移到印度裔毛里求斯人手中。蔗糖种植业蓬勃发展，毛里求斯产的蔗糖不断输入英国。经济的发展也带来了通信的发展和基础设施的改善。

### 独立
随着1955年和1957年在伦敦召开的两次毛里求斯制宪会议，部长会议制度开始在毛里求斯实施，并在1959年3月9日举行了大选，毛里求斯开始自治。这是第一次在全体成年选民基础上的大选，选民人数共计208,684人。1961年制宪会议在伦敦重开，进一步推进了制宪运动。1965年，英國以國防為由，將具有戰略價值、本屬毛里裘斯領土的查戈斯群島分割出來，另建英屬印度洋領地，以方便與美國合作在印度洋上建立軍事基地。毛里裘斯當局當時並沒有提出反對，但後來重申擁有查戈斯群島的主權，並認為分割行為違反國際法，這個說法更獲得聯合國的認同。1965年最后一次制宪会议为毛里求斯铺设了独立之路。1967年大选后，毛里求斯通过了新的宪法，并在1968年3月12日宣布独立。
独立后的毛里求斯仍是英聯邦的成员，全称是毛里求斯自治领（Dominion of Mauritius）以英女王伊丽莎白二世为国家元首，并由其总督代行国家元首权力。毛里求斯独立后的首任总督是约翰·萧·雷尼爵士。
1991年12月，毛里求斯修订宪法，宣布毛里求斯将成为英联邦内的一个共和國。並改國號為毛里求斯共和國。1992年3月12日，毛里求斯共和国成立，最后一任总督林嘉杜成为臨時總統。1992年6月30日，卡萨姆·乌提姆成为毛里求斯共和国首任正式总统。

## 政治
毛里求斯的政体是议会制共和国，总统是国家元首，总理担任政府首脑领导内阁。行政权属于政府，立法权则由政府和毛里求斯国民大会共同履行，国家的最高权力则由总统和总理分别行使。毛里求斯实行多党制，主要政党包括毛里求斯工党（Mauritian Labour Party, MLP）、激进社会主义运动（Militant Socialist Movement, MSM）和毛里求斯激进运动（Mauritian Militant Movement, MMM）。

### 国民大会
毛里求斯的议会采用一院制，即毛里求斯国民大会，从1992年成立共和国起就成为了毛里求斯的立法机关。国民大会共有70个议席，其中62个由四年一次的大选通过21个选区选出，其中毛里求斯本岛分为20个选区，每个选区选出3名国民大会代表；罗德里格岛单独成为一个选区，选出两名代表。另8个则被称为“最优秀的败选者（Best Losers）”，由最高法院在落选的参选者中提名8名得票最多的败选者，以保证少数族裔和少数教派的权利。
获得国民大会最多席位的政党或政党联盟将组成政府，其首脑将担任总理，并由总理在国民大会代表中选择内阁成员，但司法部长除外。占据次多议席的政党则成为反对党，其领袖由总统任命为反对党领袖。国民大会的第一项议程是选出一名议长、一名副议长以及一名全体委员会副主席。
目前，毛里求斯政府正计划对选举方式进行改革。

### 总统
毛里求斯总统由国民大会根据总理的提名选出，任期5年，可连选连任。
毛里求斯总统是毛里求斯共和国的国家元首和武装力量总司令。根据毛里求斯宪法，毛里求斯的行政权力属于总统，享有极高的个人待遇，是国家的象征。但总统的权利更多地是名义上的，他可以任命总理，但应根据国民大会选举的结果；也可以任命内阁成员，但也需根据总理的提名。
毛里求斯的首任代理总统是林嘉杜，毛里求斯共和国成立前他是代表英女王的总督。首任正式总统则是卡萨姆·乌提姆。现任总统是普里特维拉杰辛格·鲁蓬。毛里求斯历任总统如下：
| 任期                             | 姓名                        | 所属政党 | 备注                   |
| -------------------------------- | --------------------------- | -------- | ---------------------- |
| 1992年3月12日至1992年6月30日     | 韦拉撒米·林嘉杜爵士         | MSM      | 末任总督，临时总统     |
| 1992年6月30日至2002年2月15日     | 卡萨姆·乌提姆               | MMM      | 2002年辞职             |
| 2002年2月15日至2002年2月18日     | 安吉迪·切提尔               | MLP      | 副总统代行总统职权     |
| 2002年2月18日至2002年2月25日     | 阿里兰加·皮雷               | 無黨籍   | 首席大法官代行总统职权 |
| 2002年2月25日至2003年10月1日     | 卡尔·沃夫曼                 | MSM      |                        |
| 2003年10月1日至2003年10月7日     | 拉奥夫·邦达汉               | MSM      | 副总统代行总统职权     |
| 2003年10月7日至2012年3月30日     | 阿内罗德·贾格纳特爵士       | MSM      |                        |
| 2012年3月30日至2012年7月21日     | 莫妮克·艾格尼丝·奥桑·贝勒波 | MSM      | 副总统代行总统职权     |
| 2012年7月21日至2015年5月29日     | 拉杰克斯瓦尔·普里亚格       | MSM      |                        |
| 2015年6月5日至2018年3月23日      | 阿米娜·古里布-法基姆        | 無黨籍   | 首位女總統             |
| 2018年3月23日至2019年11月26日    | 巴伦·比亚普利               | MSM      | 副总统代行总统职权     |
| 2019年12月2日至2024年12月6日迄今 | 普里特维拉杰辛格·鲁蓬       | MSM      |                        |
| 2024年12月6日迄今                | 达朗·戈库尔                 | MLP      |                        |

### 总理及内阁
毛里求斯总理是毛里求斯共和国的政府首脑，领导内阁，握有行政权力，对国民大会负责。总理由总统根据国民大会的选举结果任命。虽然总理在名义上是毛里求斯的第二号人物，但实际权力是最大的。
毛里求斯独立后的首任总理是西沃萨古尔·拉姆古兰爵士。阿内罗德·贾格纳特爵士则是先后担任四届总理，共计16年。现任总理是工黨的納文錢德拉·拉姆古蘭。毛里求斯历任总理如下：
| 任期                          | 姓名                    | 所属政党 | 备注                         |
| ----------------------------- | ----------------------- | -------- | ---------------------------- |
| 1968年3月12日至1982年6月30日  | 西沃萨古尔·拉姆古兰爵士 | MLP      | 首任总理                     |
| 1982年6月30日至1983年4月8日   | 阿内罗德·贾格纳特爵士   | MMM      | 第一任期                     |
| 1983年4月8日至1992年3月12日   | 阿内罗德·贾格纳特爵士   | MSM      | 第一任期，加入MSM            |
| 1992年3月12日至1995年12月15日 | 阿内罗德·贾格纳特爵士   | MSM      | 第一任期，毛里求斯共和国成立 |
| 1995年12月15日至2000年9月11日 | 纳文钱德拉·拉姆古兰     | MLP      | 第一任期                     |
| 2000年9月12日至2003年10月7日  | 阿内罗德·贾格纳特爵士   | MSM      | 第二任期                     |
| 2003年10月7日至2005年7月5日   | 保罗·雷蒙·贝朗热        | MMM      |                              |
| 2005年7月5日至2014年12月7日   | 纳文钱德拉·拉姆古兰     | MLP      | 第二任期                     |
| 2014年12月17日至2017年1月23日 | 阿内罗德·贾格纳特       |          | 第三任期                     |
| 2017年1月23日至2024年11月13日 | 普拉温德·贾格纳特       | MSM      | 第一任期                     |
| 2024年11月13日迄今            | 纳文钱德拉·拉姆古兰     | MLP      | 第三任期                     |

### 法律
毛里求斯的法律体系由英国的普通法系和法国的民法法系混合而成。
毛里求斯2010年的犯罪率是0.36%，较前一年的0.43%略低。

### 外交关系和国际事务
毛里求斯与西方交好，同时与印度和西部及南部非洲的国家保持良好的外交关系。毛里求斯是世界贸易组织、印度洋委員會、南部非洲發展共同體、东部和南部非洲共同市场、英聯邦及法语圈国际组织成員國，并且是环印度洋区域合作联盟的发起国。2006年，毛里裘斯成為葡萄牙語國家共同體的觀察員國，以期與其他成員國發展更緊密合作關係。
贸易、承诺实行民主制度以及很小的国家规模是影响毛里求斯外交政策的重要因素。历史因素和对西方市场的依赖把毛里求斯和欧盟及其成员国紧密联系在一起，尤其是英国和法国，后者至今还对与毛里求斯隔海相望的留尼汪岛有宗主权。
基于地缘政治的考虑，毛里求斯与非洲国家保持良好关系，特别是南非，是毛里求斯最大的贸易伙伴。毛里求斯的生产的商品正在进入非洲市场，尤其是马达加斯加和莫桑比克。毛里求斯对其与南部非洲發展共同體和东部和南部非洲共同市场这两个国际组织的关系尤为重视。
与法国和印度关系有很大程度是因为历史和商业的原因，而毛里求斯也已经与世界上的主要国家包括澳大利亚、英国、埃及、马达加斯加、巴基斯坦、俄罗斯、中国和美国等建立了外交关系。

### 武装力量
毛里裘斯沒有成立國家軍隊，共计10000人的武装力量包括了8000名警察、1500人组成的特别行动队（Special Mobile Force, SMF）以及500人组成的海岸自卫队。

## 地理
参见：Wikimedia Commons上的毛里求斯地图
毛里求斯的地质年龄相对年轻，是大约800万年前由火山喷发形成的。
毛里求斯岛与留尼汪岛以及罗德里格岛一并组成马斯克林群岛。馬斯克林群島的形成是由於非洲板塊在留尼汪熱點上滑動所引起的一連串海底火山爆發，现在火山早已休眠，平静地躺在留尼汪岛的海底，10万年来未有喷发过。毛里裘斯本島形成於群島的中央台地，現在在台地四周的山丘仍能看到昔日火山口的遺跡。全岛最高峰是西南部的黑河峰，海拔828米。小溪和河流遍布全岛，绝大部分是基于熔岩形成的裂缝而成的。
毛里求斯距非洲东海岸约2000公里（1242英里），位于南纬19度50分至20度32分、东经57度18分至57度46分之间。毛里求斯岛东西最长距离65公里，南北最长45公里，总面积约1865平方公里。毛里求斯的海岸线上有着绵延150公里的白沙滩，整座岛被世界第三大的珊瑚群环绕。毛里求斯本岛附近还有许许多多的小岛、礁石和珊瑚礁（详见毛里求斯的小岛），其中的一些被设立为自然保护区以保护频危物种。

### 行政区划
毛里求斯本岛分为9个区，其中路易港为毛里求斯首都：
| 右图序号 | 地区         | 行政中心     | 面积（平方公里） | 人口              |
| -------- | ------------ | ------------ | ---------------- | ----------------- |
| 1        | 黑河区       | 邦布         | 259              | 60,587（2000年）  |
| 2        | 弗拉克区     | 弗拉克中心村 | 298              | 126,839（2000年） |
| 3        | 大港区       | 马埃堡       | 259              | 106,665（2000年） |
| 4        | 莫卡区       | 军营村       | 221              | 88,479（2000年）  |
| 5        | 庞普勒穆斯区 | 特里奥莱     | 179              | 122,352（2000年） |
| 6        | 威廉平原区   | 罗斯希尔     | 205              | 358,182（2000年） |
| 7        | 路易港區     | 路易港       | 42.7             | 128,851（2010年） |
| 8        | 朗帕河区     | 马普         | 148              | 98,854（2000年）  |
| 9        | 萨凡纳区     | 苏亚克       | 259              | 66,356（2000年）  |

除本岛外，毛里求斯还据有以下领地：

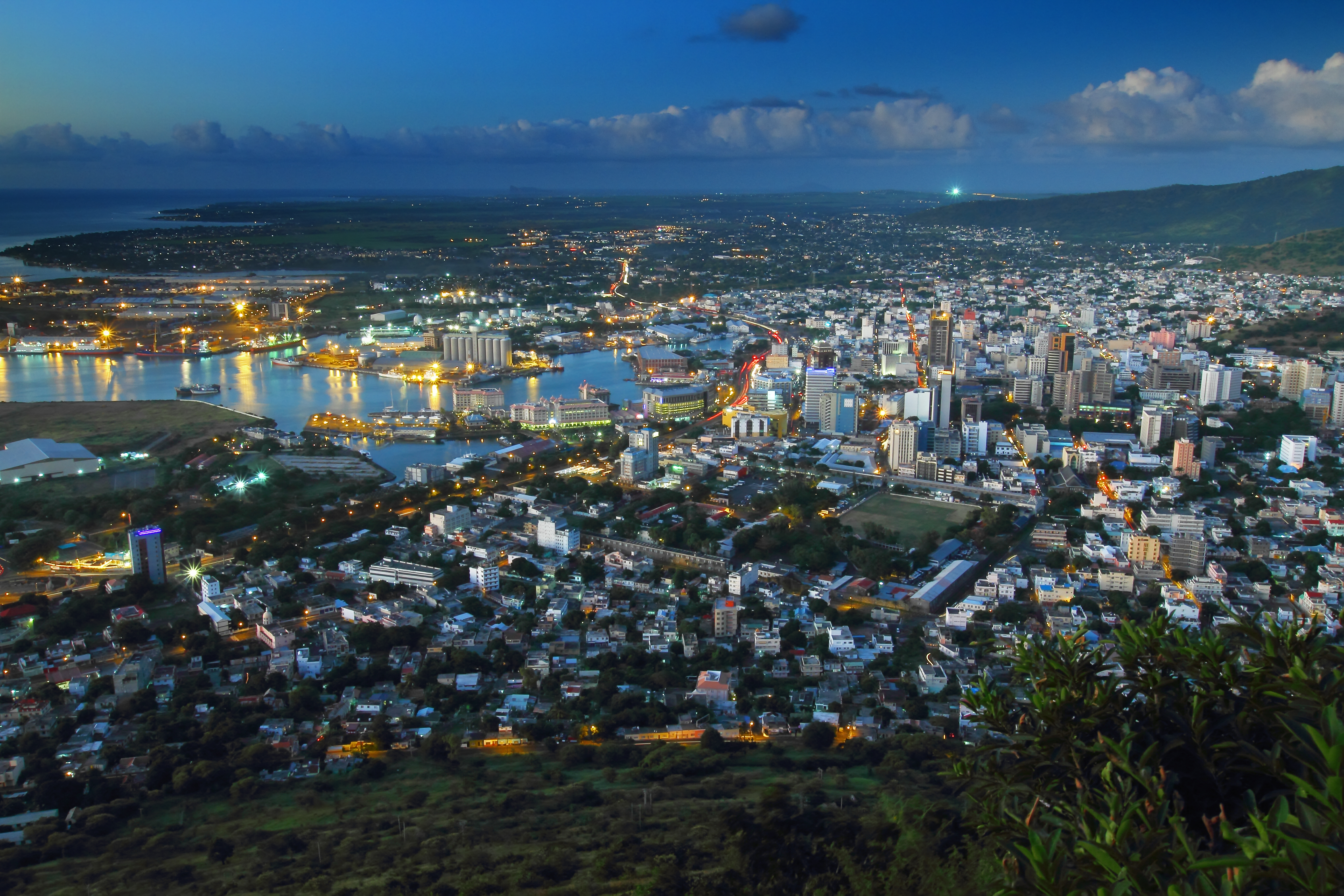
路易港夜色

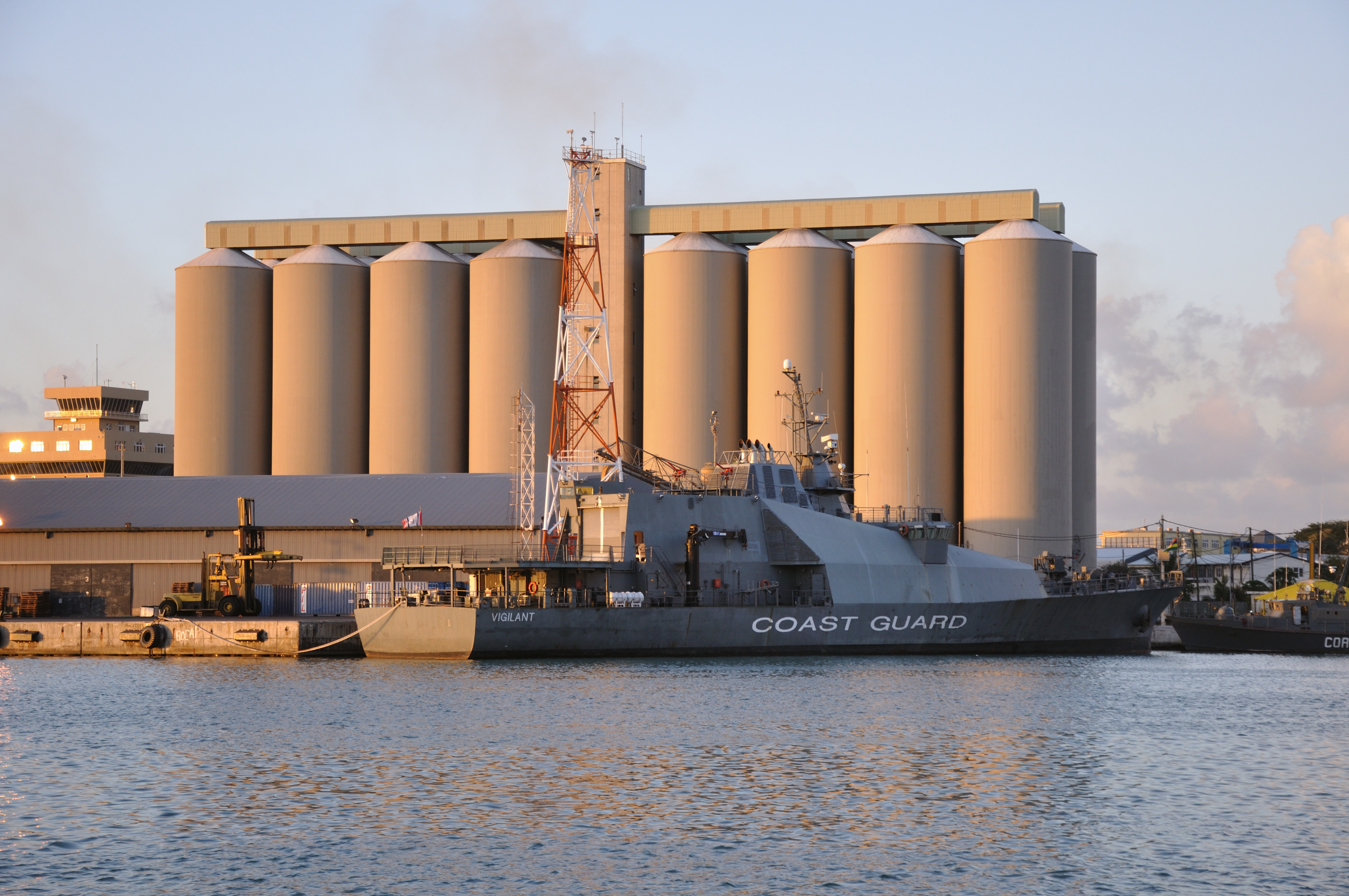
海岸穀倉

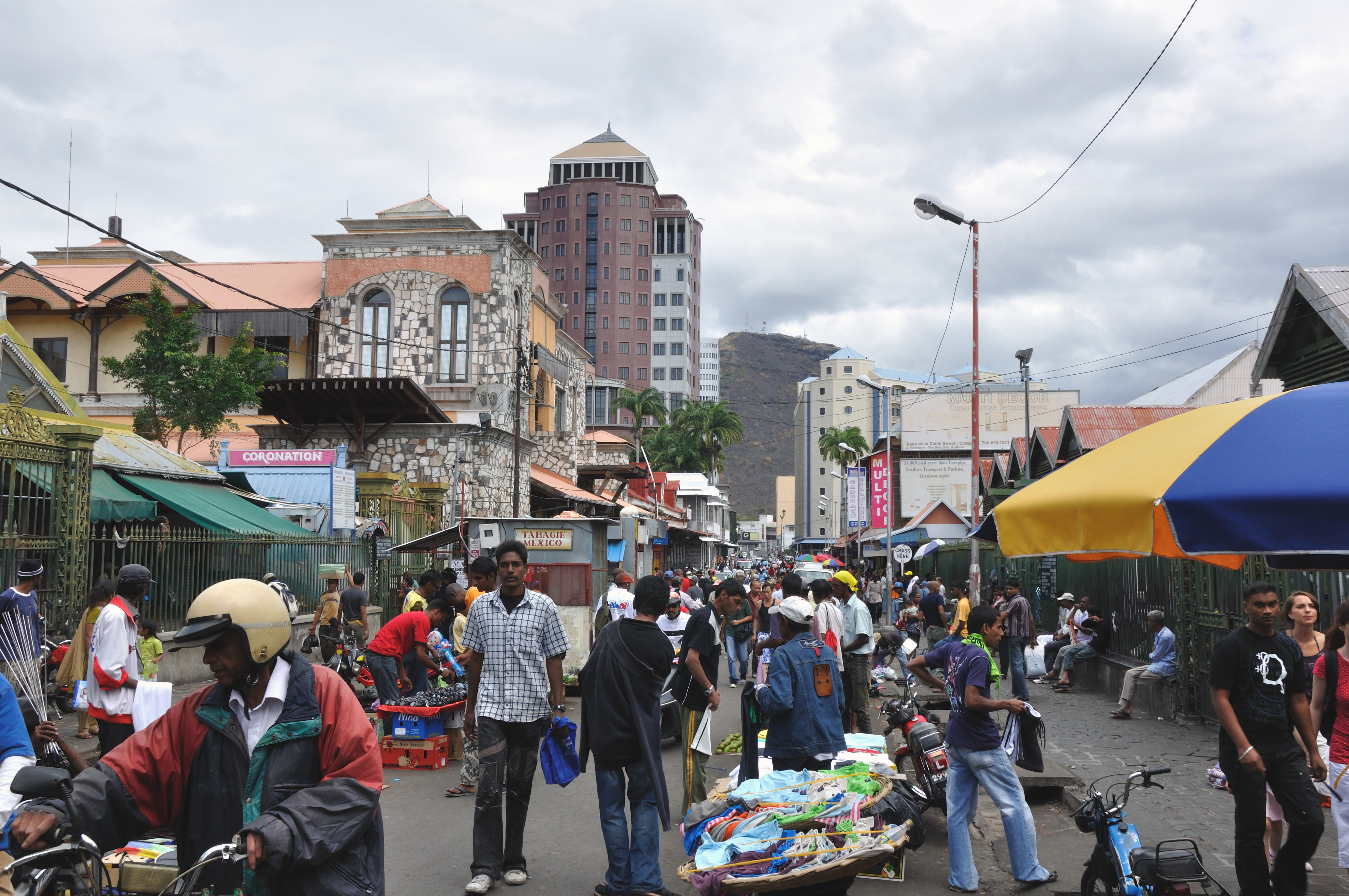
首都街頭

- 阿加莱加群岛，首府万桑（英语：Vingt Cinq）（法语意为“二十五”），位于毛里求斯以北1100公里，由两个岛屿组成。面积24平方公里，2000年人口统计为289人。
- 圣布兰登群岛，位于毛里求斯东北方，由16个位于一片大浅滩上的小岛和礁石组成，陆地面积1.3平方公里，浅滩面积190平方公里，无常住人口。
- 罗德里格岛，首府马蒂兰港，位于毛里求斯主岛以东560公里，面积109平方公里，人口约40000人。於2002年10月获得自治權，目前罗岛实行高度自治，外交、国防、安全事务由中央政府负责，教育、卫生等领域事务由罗岛地方政府负责。[21][22]此前羅德里格島事务由罗岛秘书负责，并向地方政府和罗岛部负责。[23]
- 查戈斯群岛。曾长期由英國管辖，屬英屬印度洋領地一部份。2009年，英国政府决定在查戈斯群岛建立海洋保护区，毛里求斯对此表示强烈不满，并于2010年底向国际海洋法庭提起诉讼。[24]经过长期谈判，2024年10月，英国宣布放弃对查戈斯群岛的主权，将把该群岛移交给毛里求斯。[25]

以下沙洲位于毛里求斯的专属经济区内：
- 蘇丹沙洲（英语：Soudan Banks）（包括東蘇丹沙洲）
- 納札勒夫沙洲（英语：Nazareth Bank）
- 薩耶·迪·馬尼亞沙洲（英语：Saya de Malha Bank）
- 賀堅斯沙洲（Hawkins Bank）

另外，毛里求斯宣称对特罗姆兰岛拥有主权。現由法國管辖，2010年毛里求斯政府与法国政府签署共同开发特罗姆兰岛框架协议，但尚待批准。

### 生物多样性

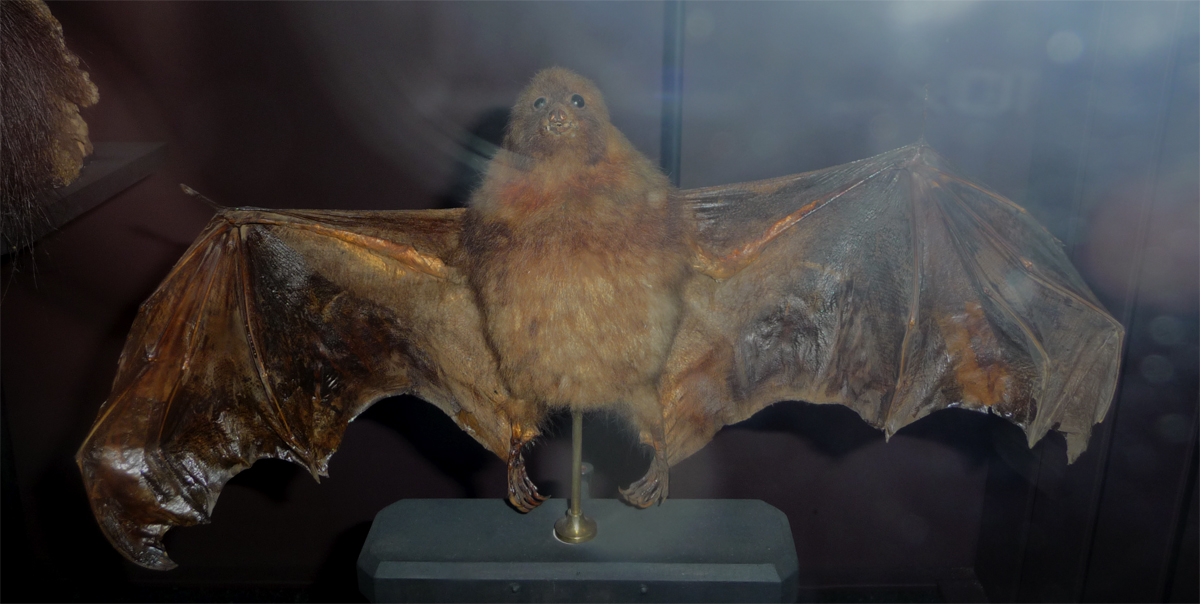
巴黎国立自然史博物馆里的马斯克林狐蝠标本

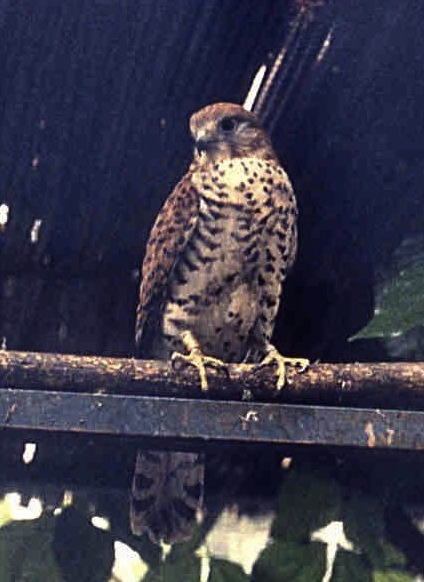
毛里求斯隼

毛里求斯共有119种鸟类，其中8种是毛里求斯特有的，21种是被人类带到毛里求斯的。有30种非常稀有，16种在全球范围内正在面临灭绝的威胁。此外，毛里求斯特有的渡渡鸟已经灭绝。
毛里求斯及其海域有10种哺乳动物（不包括人类带到毛里求斯的哺乳动物），其类别其生存状况如下：
| 所属目 | 所属科   | 生物种类     | 生存状况                         | 备注                       |
| ------ | -------- | ------------ | -------------------------------- | -------------------------- |
| 海牛目 | 儒艮科   | 儒艮         | 有高度灭绝危险                   |                            |
| 翼手目 | 狐蝠科   | 毛里求斯狐蝠 | 有高度灭绝危险                   | 仅生活在毛里求斯和留尼汪岛 |
| 翼手目 | 狐蝠科   | 罗德里格狐蝠 | 即将灭绝                         | 仅生活在罗德里格           |
| 翼手目 | 狐蝠科   | 马斯克林狐蝠 | 已灭绝                           | 仅生活在毛里求斯和留尼汪岛 |
| 翼手目 | 犬吻蝠科 | 纳塔尔犬吻蝠 | 有高度灭绝危险                   |                            |
| 翼手目 | 鞘尾蝠科 | 南非墓蝠     | 没有明显的灭绝危险               |                            |
| 鲸目   | 抹香鲸科 | 侏儒抹香鲸   | 没有明显的灭绝危险               |                            |
| 鲸目   | 剑吻鲸科 | 布氏中喙鲸   | 缺乏有效信息对其生存状况作出评估 |                            |
| 鲸目   | 剑吻鲸科 | 格氏中喙鲸   | 缺乏有效信息对其生存状况作出评估 |                            |
| 食肉目 | 海豹科   | 南象海豹     | 没有明显的灭绝危险               |                            |

毛里求斯有多种独有的爬行动物，圆岛上的数量尤其多，其种类包括多种壁虎及蜥蜴，以及仅生存在毛里求斯的岛蚺，毛里求斯还生存过多种巨龟，现均以灭绝。
毛里求斯有大约670种开花植物，其中约一半是当地特有的。由棕榈树组成的雨林曾经覆盖毛里求斯岛，但许多已经受到了外来作物的入侵。
毛里求斯的国花是钟形胭脂花，是一种锦葵科植物。

### 氣候
毛里裘斯屬熱帶氣候，惟受東南信風影響。每年五月至十一月為冬季，和暖乾燥；十一月至五月為夏季，炎熱潮濕。海岸地區溫度由冬季的22℃至夏季的34℃。海水溫度則由冬季的22℃至夏季的27℃。毛里裘斯中部地區的日間最高氣溫由八月約19℃至二月約26℃不等。島的西面和北面比東面和南面較為和暖及乾燥。
年降水量1500－3500毫米，5月至9月多受反氣旋影響，11月至4月有时会受热带气旋影響。

### 环境
毛里求斯的环境是典型的热带沙滩加上山区树林。季节性的气旋会对动植物造成损害，但他们却会迅速恢复。
毛里求斯是沉浸在海洋中的火山岛屿，山势从南部陡升到中部往北缓降，除南部一小段海岸线外，整岛几乎均为珊瑚礁包围。海浪长期淘洗珊瑚、贝壳，使得毛里求斯的海岸有着长白柔细的沙滩。
毛里求斯的沙滩沙质细腻，海景怡人。著名的海滩包括北部地区的Trou Aux Biches海滩、Mon Choisy海滩、La Cuvette海滩；东部地区的Poste La Fayette & Roches Noires海滩、Palmar-Belle Mare海滩；南部地区的Souillac海滩、Riambel海滩、Pointe Aux Roches海滩、Tamarin海滩等。
毛里求斯南部沙马雷勒村里的“七色土”景区是世界上唯一同时拥有七种不同颜色泥土的地区，这是火山灰形成的奇观。
毛里求斯北部的庞普勒穆斯植物园，建于1767年，最初由一位法国植物学家在此种植喜爱的植物，后来扩建为现今面积800多亩的植物园。
毛里求斯是世界上空气质量最好的国家之一，在世界卫生组织公布的全球空气质量排名中列第二位。

## 人文

### 人口
根據2010年7月的估計數字，毛里裘斯的人口約為128.6万，其中男性63.3万，女性65.2万。124.8万人居住在毛里求斯本岛，居住在罗德里格岛的人口是3.8万，阿加莱加群岛和圣布兰登群岛的总人口只有289人。
毛里求斯全国人口中，0至14歲人口佔22.5%（男性約14.7萬，女性約14.2萬），15至64歲人口佔70.4%（男性約44.9萬，女性約45.5萬），65歲以上人口佔7.1%（男性約3.6萬，女性約5.4萬），人口增長率為0.776%。約42%的毛里裘斯人口居住於城市。（以上均為2008年統計數字）
由於歷史因素使然，毛里裘斯的人口種族組成多樣，其中以印裔毛里裘斯人為大多數，佔人口68%，其次是克里奧爾人（27%）、華裔毛里裘斯人（3%）、法裔毛里裘斯人（2%）和歐洲人（0.5%）。

### 語言
毛里裘斯人多以毛里裘斯克里奧爾語、英語或法語溝通，視情況轉換語言。
毛里裘斯的憲法中並沒有提及國家的官方語言，只有國會訂明以英語為官方語言，但議員仍可以法語發言。總體來說，英語以及法語皆被認為是官方語言，廣泛應用于行政、司法、商業機構。毛里裘斯的憲法用英文書寫，而其他的一些法律，例如民法典，則使用法文。
法語跟英語用樣享有較高的社會地位，教學及專業層面上比較多用。學校的教學語言為英語和法語，而法語在毛里裘斯的廣播及文字傳媒中亦佔有一定地位。
毛里裘斯人使用最多的語言卻是毛里裘斯克里奧耳語。克里奧耳語被視為毛里裘斯人的母語，90%的毛里裘斯人都會克里奧爾語，但多用於非正式的場合。這語言受法語影響頗深，大量使用法語詞彙和發音，另也含有英語、旁遮普語等成份。這種語言發展自18世紀，當時的奴隸們為了與來自法國的殖民者和來自其他地方的奴隸溝通，便發展出混集了幾種語言的皮欽語（或稱「混雜語言」）來。經過幾代人的流傳，這種皮欽語便演變成一種日常用語，即現今的毛里裘斯克里奧爾語。
其他流通的語言還包括印地語、坦米爾語、馬拉雅拉姆語、馬拉提語、烏爾都語、古吉拉特語、旁遮普語，由於島上有不少華裔客家移民，客家話在華人社區亦通用。大部份毛里裘斯人都能以雙語溝通，有些人甚至能操三種或以上語言。

### 教育
因为历史原因，毛里求斯的教育系统秉承英国传统。毛里求斯政府为公民免费提供从学前到大学的教育。从2005年7月起，政府为所有的学生提供免费的交通。2011年，毛里求斯的教育经费支出为117亿毛里求斯卢比。占其财政支出的12.5%。
毛里求斯的教育分为四级。其中，学前教育为3年；初等教育属于义务教育范畴，为其6年；中等教育分为5年的初中和2年的高中；高等教育包括大学、专科学院及高等技术学校。毛里求斯两所主要的大学是毛里求斯大学和毛里求斯理工大学。毛里求斯高等教育委员会的计划是将毛里求斯建设成为区域性的教育中心。

## 經濟
毛里求斯是在经济上最有竞争力的非洲国家之一。2020年，毛里求斯按市场价格计算的GDP预计为145亿美元，人均收入11,360 美元，均居非洲国家前列。自从1968年独立以来，毛里求斯由低收入农业经济发展成了中等收入的多元经济，其经济组成包括旅游业、纺织业、制糖业和金融业。近年来，信息产业和通讯业、水产、房地产、医疗、可持续能源、教育等产业也成了毛里求斯经济的重要组成部分，并吸引了大量国内外资本。长期以来，毛里求斯每年经济增长都在5%到6%之间，远高于撒哈拉以南非洲平均水準。
毛里求斯已经建立了完全的市场经济。据2010年经济自由度指数，在全球183个经济体中，以经济开放程度、监管效率、法治和竞争力等因素衡量，毛里求斯的经济自由度领衔撒哈拉以南非洲，在世界范围内居第12位。在世界银行发布的各国经商容易度列表上，毛里求斯连续四年（2008－2012）位列非洲所有经济体中的首位，在全球183个经济体中居23位。毛里求斯的目标是让该国在全球最适宜投资和经商的国家中位列前十位。

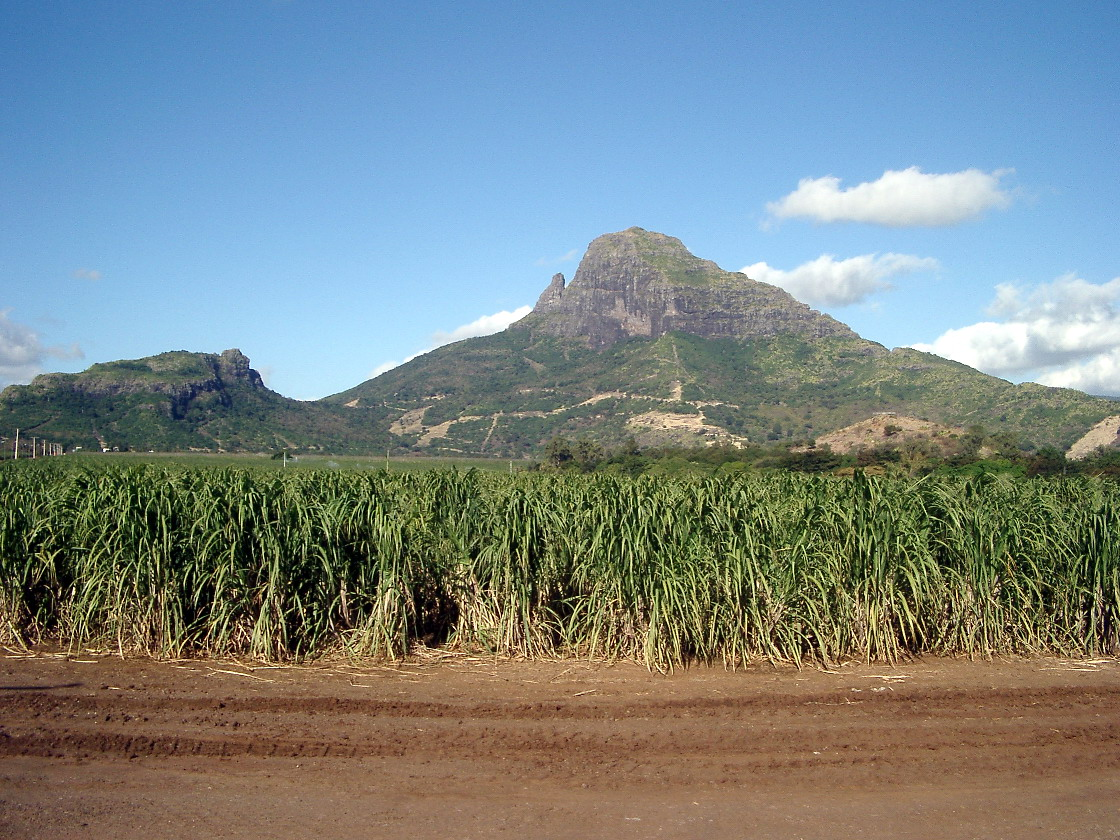
毛里裘斯的甘蔗田和Mount du Rempart（後）

甘蔗种植在毛里求斯占有90%的耕地，而蔗糖出口占毛里求斯外汇收入的1/4。但1999年一場嚴重旱災大大打擊了當地的甘蔗業，政府決定將經濟發展策略改為吸引外來投資。現有超過9,000間主要針對印度和南非等市場的離岸公司在毛里裘斯設立，他們單是對當地銀行業的投資就已高達10億美元。前宗主國法國不僅是毛里裘斯的最大貿易伙伴，更向該國提供多個範疇的技術支援。
毛里求斯的不仅仅在经济发展上取得成就，在社会进步上也成绩斐然，因而即使是最贫困的那部分人群也能从经济发展中获益。“毛里求斯模式”已经为许多渴望经济和社会共同进步的国家所采用。然而，通货膨胀及其带来的生活成本的增长仍然是一个重要问题，2006年到2008年间，毛里求斯的平均通胀率达到了9.1%。

### 货币

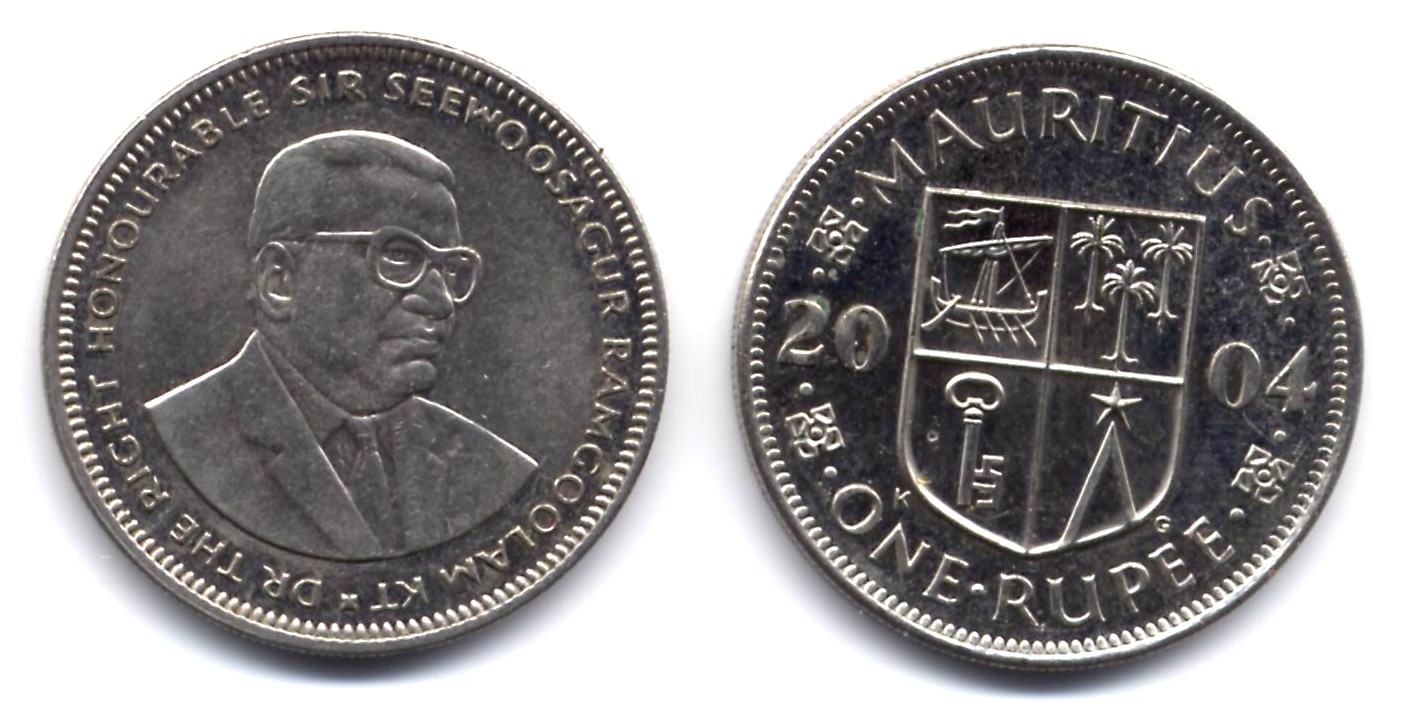
1毛里求斯卢比硬币

毛里求斯的货币是毛里求斯卢比（货币编号：MUR）。1卢比理论上等于100分，但事实上当前流通的辅币只有5分、20分以及50分的硬币，而且从2010年起，5分和20分硬币不再铸造。
毛里求斯卢比从1876年起成为毛里求斯的法定货币，其货币名称来自当时在毛里求斯广泛流通的印度卢比。毛里求斯卢比从1877年开始替代印度卢比以及同样在毛里求斯流通的英镑和毛里求斯元。当时1毛里求斯卢比等同于1印度卢比或半个毛里求斯元。1英镑则价值10.25毛里求斯卢比。

### 旅游业

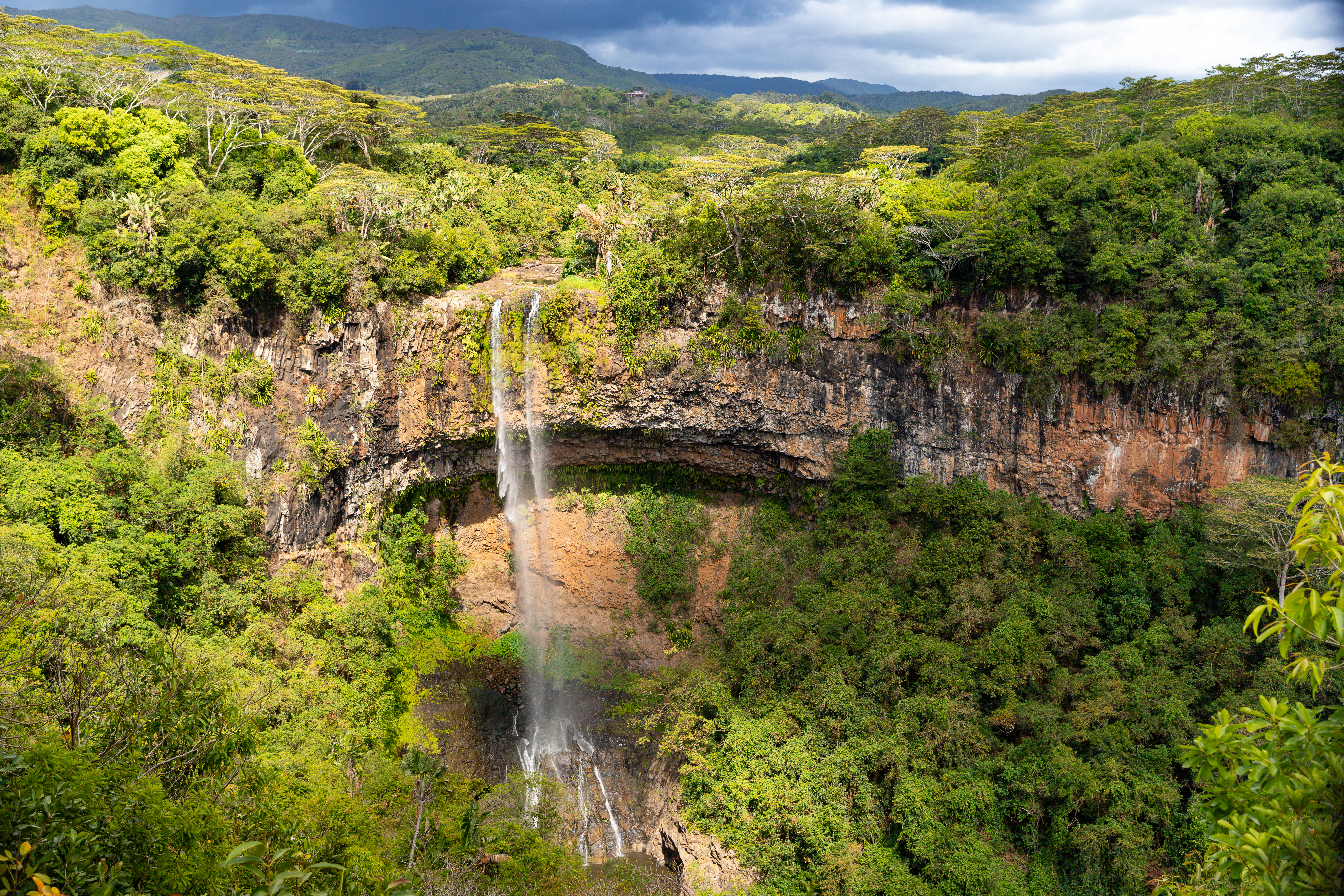
83米高的沙马雷勒瀑布

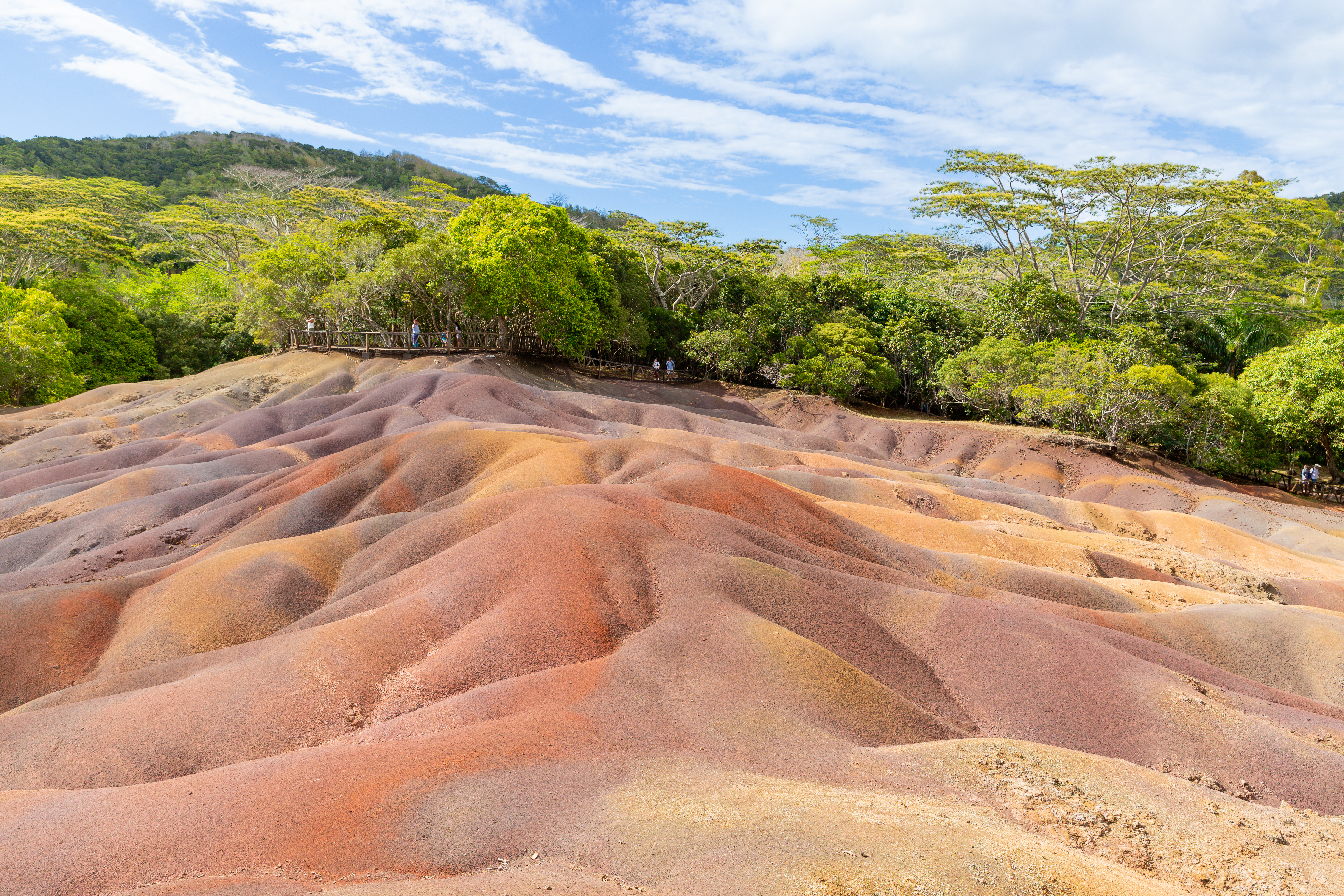
七色土奇景

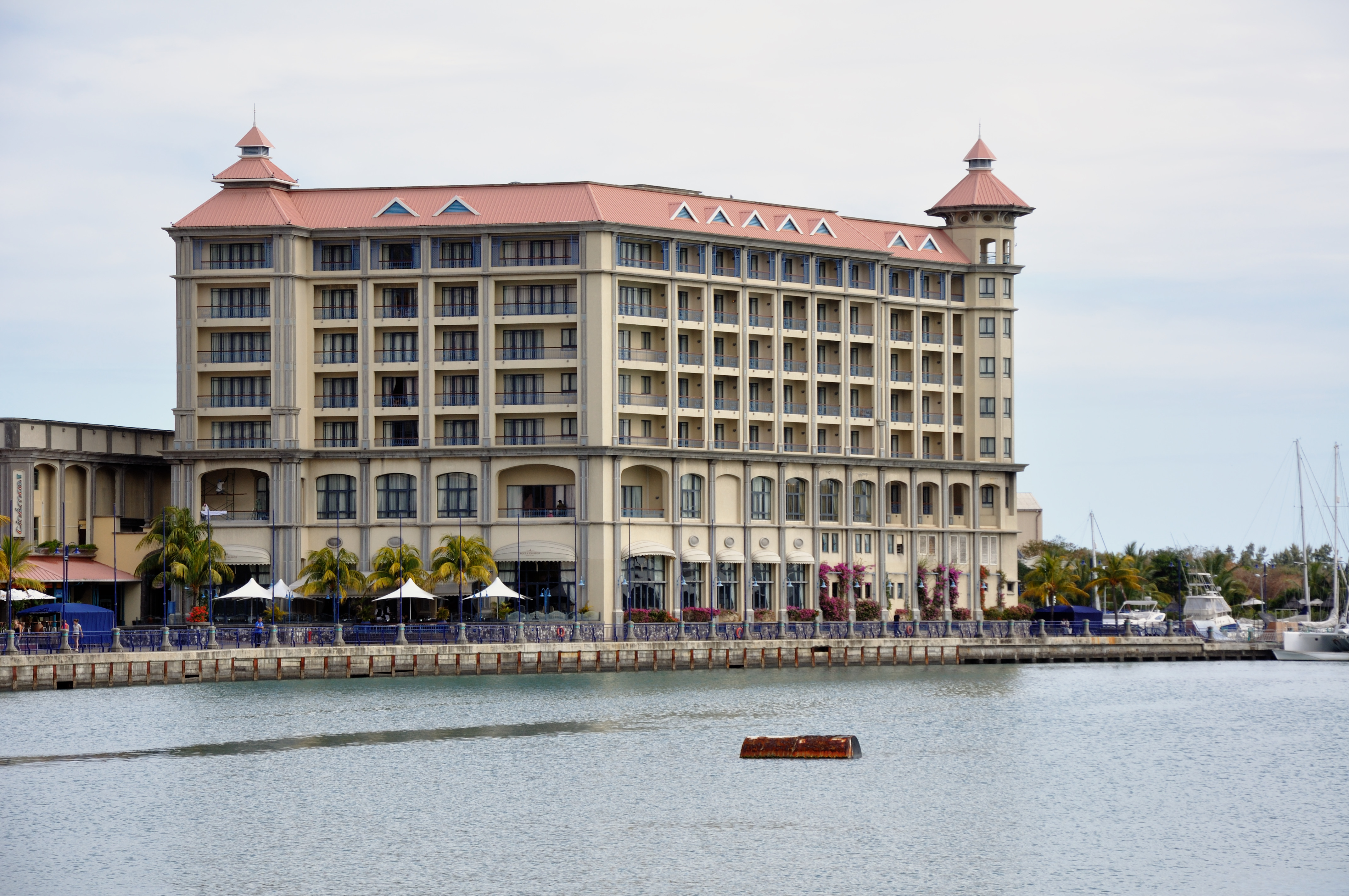
Labourdonnais大飯店

毛里求斯是世界知名的旅游胜地，自然景观和人文景观极其丰富，海景和陆景俱佳。毛里求斯拥有舒适的亚热带气候、清洁温暖的海水、让人流连忘返的沙滩、各种热带动植物以及热情好客的当地人。毛里求斯旅游设施完善，遍布设施完备服务周到的宾馆和度假村。2010年，北部地区的Trou Aux Biches海滩被当年世界旅游大奖评选为印度洋地区最佳旅游海滩目的地。2012年1月，毛里求斯在世界旅游大奖中第三次获得了“世界杰出海岛旅游目的地”，同时还获得了“世界最佳海滩”毛里求斯还是世界上赢得最多回头客的旅游地。美國著名作家馬克·吐溫也在其個人遊記作品《赤道漫遊記》（Following the Equator）中提到：“有人說上帝創造天堂之前先創造毛里裘斯，而那個天堂其實是依照毛里裘斯創造出來的。”
毛里求斯提供多种休闲活动，尤其是四周温和的海水让这里成为水上运动的天堂，海钓、冲浪、帆板、滑水、潜水、游艇应有尽有。陆上运动则有高尔夫、网球、跳伞、猎鹿、四驱车、山地车、绳降、骑马和徒步。
2013年10月31日起，中华人民共和国护照持有者赴毛里求斯免签，停留不超30天。
中华民国护照持有者赴模里西斯，抵達模里西斯機場時獲發可停留60天之免費落地簽證。

### 交通
毛里求斯有220條公車路線和900多個公車站牌，由多家公司运營運，但票价由毛里求斯政府制定。虽然发达的公車系统连接了全国的各个城镇，但该国的私家车拥有率依然很高，由此也造成了路易港等大城市的拥堵。为缓解拥堵，毛里求斯政府拟建设一条从路易港到毛里求斯第二大城市居爾皮普的轻轨线路，该线路的第一阶段已于2020年1月10日开始提供常规服务。
毛里求斯的公路总长度达到2066公里，其中48.5%是一级公路，28.7%是二级公路，3.6%是高速公路。2009年毛里求斯平均每公里公路上有车辆177辆。毛里求斯共有两条高速公路，分别连接路易港和西沃萨古尔·拉姆古兰爵士国际机场以及路易港和北部的朗帕河区的格朗德贝。

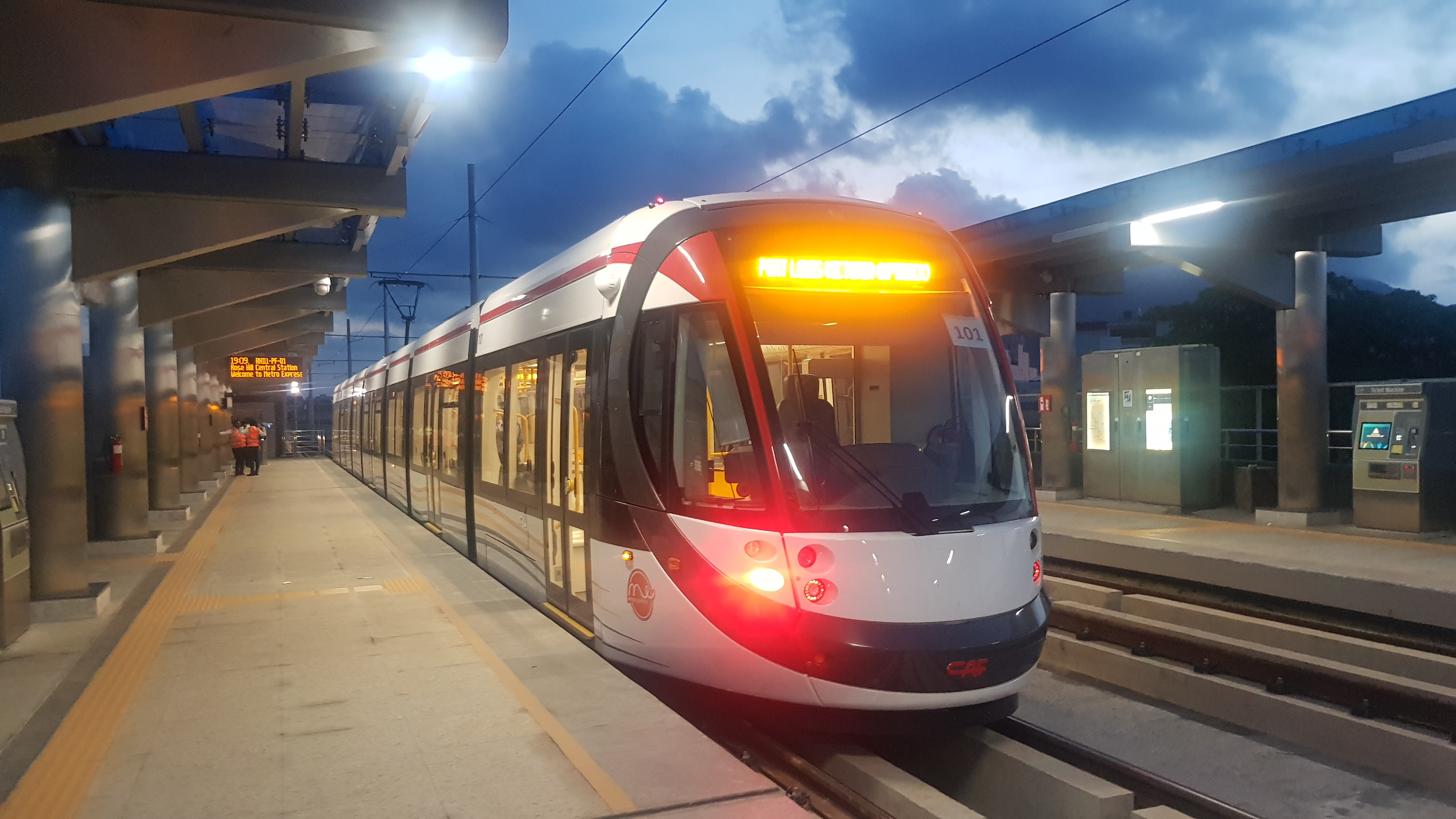
在羅斯希爾中央車站的Urbos 100-3輕軌列車

毛里求斯在1860年代到1960年代曾經有铁路运输，路易港是毛里求斯當時的铁路运输中心，直到毛里求斯的铁路系统被废弃後，毛里求斯便一直沒有鐵路系統。直至2017年，首條輕軌鐵路系統才正式動工。2020年1月10日，由路易港到羅斯希爾中央的第一階段路線正式開始營運。
毛里求斯的主要港口位于路易港。
毛里求斯的主要机场是位于毛里求斯岛东南部的西沃萨古尔·拉姆古兰爵士国际机场，此外在罗德里格则有伽堂·杜瓦尔爵士机场。毛里求斯航空公司是毛里求斯的国家航空公司，总部就位于西沃萨古尔·拉姆古兰爵士国际机场。毛里求斯航空提供毛里求斯与罗德里格之间的航班以及从毛里求斯飞往非洲、欧洲、中东、亚洲、澳大利亚众多城市的国际航班。毛里求斯航空每周提供两班飞往香港和三班飞往中国上海以及两班飞往中国北京的航班。除了毛里求斯，中国旅客亦大多选择毛里求斯航空公司前往法属留尼旺、马达加斯加等地。毛里求斯航空公司连续10年被WORLD TRAVEL AWARDS授予印度洋地区领先的航空公司称号。2014年7月毛里求斯航空公司被SKYTRAX评为四星航空公司，毛里求斯航空公司同月宣布将于2017年逐步引进最新型的A350-900飞机以替换现有的A340-300飞机。

### 通讯
1847年，毛里求斯成为世界上第五个开始使用邮票的国家。随后发行的一套邮票，即“毛里求斯邮政”是现今价值最高的邮票之一，它包括了“红色一便士”和“蓝色两便士”两枚邮票。
毛里求斯的电信运营商包括毛里求斯电信、Nomad、MTML和Emtel，他们为毛里求斯提供35.9万线电话（2005年数据）和94万部移动电话（2007年数据），毛里求斯的移动电话制式包括WiMax、CDMA 2000和HSDPA。毛里求斯网络用户共有18万人（2005年数据）。

## 文化

### 飲食部分
由於族裔混雜、文化多元，毛里裘斯的飲食亦多受克里奧爾菜、中國菜、歐洲菜和印度菜等影響，所以一頓飯裡常有混集不同地方菜餚。

### 人文藝術
塞卡（Sega）是毛里裘斯一種本土獨有民間音樂和舞蹈的統稱。塞卡音樂來自非洲，起源自法國殖民統治期間。亦因此傳統塞卡音樂的歌詞內容通常描述當年黑奴在島上的艱苦生活；到了現代是代表基本人權的尊重。
- 毛里求斯為世界上第五個發行郵票的國家。
- 毛里求斯為世界上第二个举办赛马运动的国家。
- 南半球最早的照片出现在毛里求斯。

### 电影
毛里求斯的热带风光和丰富历史使它的到了许多导演的青睐，根据IMDB的检索结果，有超过70部电影电视剧把毛里求斯作为背景地，例如1987年的喜剧片《魔宫奇兵》（Jane and the Lost City）、1991年的喜剧片《我的父亲是英雄》（Mon père, ce héros）以及2004年的电视纪录片《在毛里求斯的假期》（Des Vacances à L'Île Maurice）等。

### 体育
在毛里求斯最流行的运动是足球，但毛里求斯的足球在国际上未曾取得过值得一提的成绩。水上运动诸如游泳和滑水等同样非常流行。其他有着众多爱好者的运动还包括自行车、乒乓球、羽毛球、排球、篮球、手球、拳击、保龄球、柔道、空手道、跆拳道和体操。
在印度洋区域，毛里求斯的体育非常有竞争力。在印度洋海岛运动会上，毛里求斯夺得过不少奖牌，还分别与1985年和2003年举办了第二届和第五届印度洋海岛运动会。在2008年的北京奥运会上，毛里求斯的拳击运动员布鲁诺·朱利夺得铜牌，这是毛里求斯在奥运会上的第一块奖牌。
毛里求斯历史最悠久的运动则无疑是赛马，位于路易港的火星冠军赛马场是南半球最早的赛马场，建造于1812年。至今，每年3月至12月期间，这个赛马场都会举行赛马比赛。

### 渡渡鳥

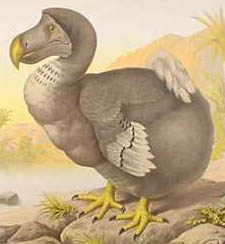
已絕種的渡渡鳥。毛里裘斯曾是牠的唯一生境

當葡萄牙人於16世紀初發現毛里裘斯時，他們見到一種前所未見的新品種雀鳥，並把其命名為渡渡鳥，意即“呆子”（蠢鸠）。到了1681年，島上已不見渡渡鳥的蹤影，原因主要是葡萄牙和荷蘭殖民者大量獵殺渡渡鳥，而且為了建造城市而砍伐森林，破壞了渡渡鳥的生存環境。也有說法認為由殖民者帶到毛里裘斯的野豬被放生到野外後，嚴重威脅到繁殖速度不高的渡渡鳥。無論原因為何，渡渡鳥在被人類首次發現之後不過二百年時間，就從地球上消失。
毛里裘斯國徽上亦有渡渡鳥。

## 外部連結
- 毛里裘斯政府網站（英文） （法文）
- 毛里求斯旅游推广局官方网站 （中文）
- 毛里裘斯政府旅遊促進局宣傳網站（英文）
- Statistics Mauritius （英文）